# Коридорас іржавий
Коридорас іржавий (Corydoras rabauti) — вид сомоподібних риб з роду Коридорас підродини Corydoradinae родини Панцирні соми. Інші назви «райдужний коридорас», «коридорас Рабо» (на честь мандрівника Огюста Рабо). У природі поширений у річках Південної Америки; утримують також вакваріумах.

## Опис
Завдовжки сягає 5-6 см. Спостерігається статевий диморфізм: самиця більше та гладкіше за самця. Зовнішністю схожий на вид Corydoras zygatus. Голова доволі велика. Очі середнього розміру. Рот трохи повернуто додолу. Є пари добре помітних вусів. Тулуб кремезний, дещо видовжений. Спинний плавець має 1 жорсткий та 7 м'яких променів. Жировий плавець з 1 жорстких променем, у порівняні з іншими коридорасами доволі великий. Грудні плавці витягнуті, з 1 жорстким та 6 м'якими променями.
Забарвлення бежево-коричневе, проте зустрічаються особини помаранчево-цегляного кольору. Перевалюють помаранчеві, коричневі та червоні тони. Перед спинним плавцем починається темна коса смуга завширшки 8 мм, що тягнеться до основи хвостової лопаті. Плавці прозорі, з коричневим відтінком. Самці яскравіше за самиць. У мальків передня частина тіла й плавці червоного кольору, задня — зелена. У статево незрілих особин голова й плавці помаранчевого кольору, а саме тіло — зелене.

## Спосіб життя
Є демерсальною рибою. Воліє до прісної та чистої води. Утворює невеличкі скупчення. Вдень ховається у різних укриттях, зокрема під корчами, різними уламками, каміння. Активна у присмерку та вночі. Живиться дрібними ракоподібними, комахами, червами, рештками рослин.
Статева зрілість настає у віці 8-10 місяців. Під час нересту самиця відкладає 2-4 яйця, що відкладає до черевних плавців. Протягом 30 сек. їх запліднює самець. Слідом за цим самиця прикріплює ікру до нижнього краю листя або каміння. Загалом так запліднюється й приліплюється до 100 яєць.

## Розповсюдження
Поширений у річках Укаялі, Ріу-Неґру, Яварі.

## Утримання в акваріумі
Об'єм акваріума від 40 літрів. В оздобленні повинні бути різноманітні укриття (корчі, рослини тощо). Рекомендують тримати зграйкою не менше 4—5 особин. Невибагливі в утриманні. Оптимальними параметрами води є: 23–26 °C, dGH до 12°, pH 5,5—7,2. Потрібна фільтрація води та її регулярна підміна.